# Червените
„Червените“ (на английски: Reds) е американски биографичен драматичен филм от 1981 г. на режисьора Уорън Бейти. Сценарият е дело на Бейти и Тревър Грифитс и се фокусира върху живота и кариерата на Джон Рид, който описва Октомврийската революция в книгата си от 1919 г. „Десет дни, които разтърсиха света“.

## Актьорски състав
| Актьор            | Роля              |
| ----------------- | ----------------- |
| Уорън Бейти       | Джон Рид          |
| Даян Кийтън       | Луиз Брайънт      |
| Едуард Херман     | Макс Истман       |
| Йежи Кошински     | Григорий Зиновиев |
| Джак Никълсън     | Юджийн О'Нийл     |
| Пол Сорвино       | Луис Фрайна       |
| Морийн Стейпълтън | Ема Голдман       |

## Награди и номинации
| Категория                           | Номиниран (и)                | Резултат                |
| Оскар (29 март 1982 г.)             | Оскар (29 март 1982 г.)      | Оскар (29 март 1982 г.) |
| ----------------------------------- | ---------------------------- | ----------------------- |
| Най-добър режисьор                  | Уорън Бейти                  | награда                 |
| Най-добра кинематография            | Виторио Стораро              | награда                 |
| Най-добра поддържаща женска роля    | Морийн Стейпълтън            | награда                 |
| Най-добър филм                      | Най-добър филм               | номинация               |
| Най-добри декори                    | Най-добри декори             | номинация               |
| Най-добър звук                      | Най-добър звук               | номинация               |
| Най-добър филмов монтаж             | Най-добър филмов монтаж      | номинация               |
| Най-добър оригинален сценарий       | Уорън Бейти и Тревър Грифитс | номинация               |
| Най-добри костюми                   | Шърли Ан Ръсел               | номинация               |
| Най-добра мъжка роля                | Уорън Бейти                  | номинация               |
| Най-добра женска роля               | Даян Кийтън                  | номинация               |
| Най-добра поддържаща мъжка роля     | Джак Никълсън                | номинация               |
| Награда на БАФТА (1983 г.)          |                              |                         |
| Най-добър актьор в поддържаща роля  | Джак Никълсън                | награда                 |
| Най-добра актриса в поддържаща роля | Морийн Стейпълтън            | награда                 |
| Най-добра кинематография            | Виторио Стораро              | номинация               |
| Най-добри костюми                   | Шърли Ан Ръсел               | номинация               |
| Най-добър актьор в главна роля      | Уорън Бейти                  | номинация               |
| Най-добра актриса в главна роля     | Даян Кийтън                  | номинация               |
| Златен глобус (30 януари 1982 г.)   |                              |                         |
| Най-добър режисьор                  | Уорън Бейти                  | награда                 |
| Най-добър филм – драма              | Най-добър филм – драма       | номинация               |
| Най-добър сценарий                  | Уорън Бейти и Тревър Грифитс | номинация               |
| Най-добър актьор в драматичен филм  | Уорън Бейти                  | номинация               |
| Най-добра актриса в драматичен филм | Даян Кийтън                  | номинация               |
| Най-добър актьор в поддържаща роля  | Джак Никълсън                | номинация               |
| Най-добра актриса в поддържаща роля | Морийн Стейпълтън            | номинация               |